# Software wiki

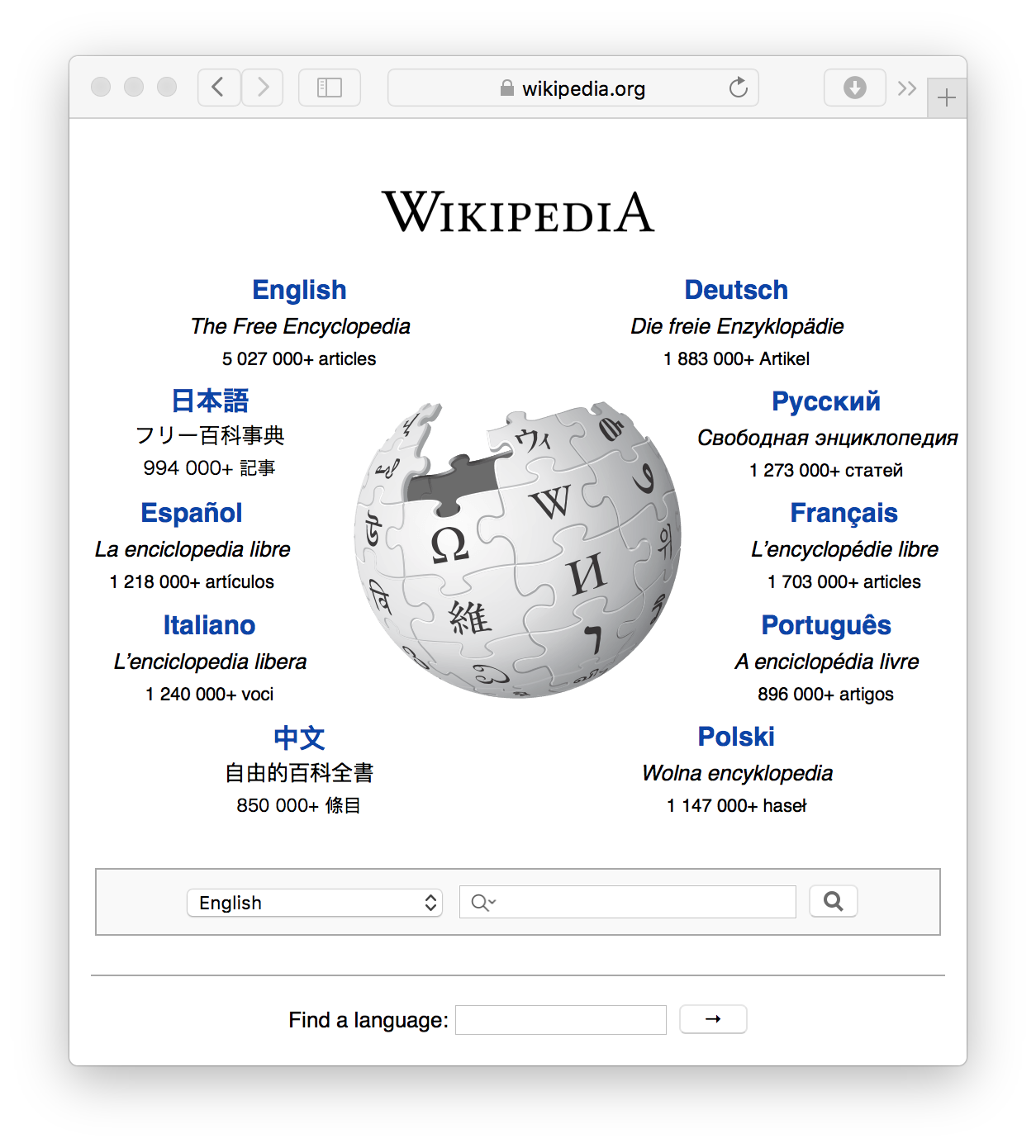
Página inicial da Wikipédia, que utiliza a MediaWiki, um dos mais populares softwares wiki

Um software wiki é um tipo de software colaborativo para executar sistemas wiki. Permite a edição coletiva dos documentos usando um sistema simples, sem que o conteúdo tenha que ser revisto antes da sua publicação. Wikis são usados para colaboração, conversação e documentação e para várias outras coisas.
Ele é geralmente implementado em scripts CGI. Tipicamente, as páginas são armazenadas em RDBMS e o hiper-link é dinâmico. Uma WikiWikiWeb ou uma "fazenda wiki" é um site de várias páginas na forma de HTML para fácil edição.

## História
A primeira aplicação 'wiki' geralmente reconhecida, WikiWikiWeb, foi criada pelo programador de computadores americano Ward Cunningham em 1994 e lançado em c2.com em 1995. O nome 'WikiWikiWeb' também era usado para se referir à wiki que executava o software. Nos primeiros anos de sua existência, não havia uma grande distinção entre os conteúdos da wiki e o software no qual eles rodavam, possivelmente porque quase todas as wikis operavam em seu próprio software customizado.
O software wiki originava de versões antigas de sistemas de controle de versão usada para documentação e software nos anos 80.